# Arheološki muzej Pella
Arheološki muzej Pella (grško Αρχαιολογικό Μουσείο Πέλλας) je muzej v Pelli v regionalni enoti Pella v Srednji Makedoniji. Stavbo je zasnoval arhitekt Kostas Skroumpellos in je na mestu starodavnega mesta Pella. Dokončan je bil leta 2009 s podporo grškega tretjega okvira podpore Skupnosti.
Stoji v bližini arheološkega najdišča starodavne makedonske palače. Stavba ima pravokoten atrij kot sklicevanje na osrednje peristilno dvorišče starodavnih hiš v Pelli.
V razdelku z informacijami so besedila, fotografije, zemljevidi, risbe, model arheološkega najdišča in kratek video o Pelli. Na vhodu sta dva pomembna eksponata: glava, ki velja za portret Aleksandra Velikega in kipec z značilnimi atributi boga Pana.
Vsakdanje življenje Pelle je prvi tematski sklop razstave. Najpomembnejši eksponati so mozaični tlaki iz Dionizove hiše in Ugrabitev Helene iz Hiše zidnih ometov. Najdbe iz izkopanin nudijo veliko informacij o vsakdanjem življenju v starodavni Peli (restavriranje pohištva in modelov, tkanin itd.)
Druga tematska skupina govori o javnem življenju v Pelli. Najdbe izhajajo iz izkopavanj v agori in so povezane z mestno upravo (kovanci, napisi, kiparstvo), proizvodnjo in trgovino (vaze za prevoz vina, figurice iz terakote, oprema iz keramike).
Tretjo tematsko skupino sestavljajo mozaiki iz svetišč (svetišča Darona, Matere božje in Afrodite, Tezmoforion) ter druge najdbe kot napisi, vaze, kovinski predmeti.
Četrti tematski sklop so najdbe z mestnih pokopališč. Obstajajo pokopi iz bronaste dobe, železne dobe, geometričnega in arhaičnega obdobja (9.–6. stoletje pr. n. št.), klasične dobe (5.–4. stoletje pr. n. št.) in helenističnega obdobja (3., 2. stoletje pr. n. št.). Najdbe dajejo informacije o jeziku prebivalcev (dorski grški jezik), pogrebnih običajih itd.
Zadnja skupina je galerija palače in predstavlja informacije o arhitekturni obliki palače ter življenju in osebnosti Aleksandra Velikega.

## Zgodovina
Prva izkopavanja v Pelli so potekala med letoma 1957 in 1963. Zaradi velikega števila najdb je bilo treba zgraditi prostor za njihovo shranjevanje. Do leta 1973 so bili shranjeni v manjšem skladišču, od leta 1973 pa v posebej zgrajenem objektu, katerega dimenzije so bile precej omejene in ki je za dobro opravljanje svoje funkcije zahteval stalne prenove. Zato je bil med letoma 1996 in 2000 izdelan projekt za izgradnjo novega muzeja, ki je bil zgrajen med letoma 2006 in 2009, integriran v arheološko najdišče in dom trenutne razstave.

## Galerija
- Mozaik lova na jelena, (okoli 300 pr. n. št.)
- Majhne sklede za hrano iz omare v starodavni hiši (konec 4. – začetek 1. st. pr. n. št.)
- Upepeljevanje sredi 5. stoletja. Posoda za shranjevanje, ki se uporablja kot um. Ženska figurica iz terakote
- Elementi dekoracije lesenih pogrebnih ležišč in skrinj
- Kalup Satira in figura iz kalupa v obliki kadilnice
- Riton v obliki falusa (posoda za pitje in libacijo)
- Bronasta čelada
- Detajl iz mozaika Grifon napada jelena
- Mozaik Lov na leva
- Detajl iz mozaika
- Dekoracija stene jedilnice v hiši, znani kot Hiša zidnih ometov
- Eksponati
- Dionizov mozaik
- Marmorna glava Aleksandra Velikega (325-300 pr. n. št.). Naključna najdba iz območja Giannitse.
- Bronasti kipec Posejdona
- Eksponati
- Terakotna figurica Afrodite si sezuva sandale. Votivne daritve iz svetišča Matere božje in Afrodite (konec 4. – začetek 1. st. pr. n. št.)
- Zlata maska
- Zlati nakit
- Grobni pridatki
- Keramika
- Lončenina
- Orožje